# استانیسلاو ارگوت
استانیسلاو ارگوت (انگلیسی: Estanislao Argote؛ زادهٔ ۲۱ اکتبر ۱۹۵۶) بازیکن فوتبال اهل اسپانیا است.
از باشگاه‌هایی که در آن بازی کرده‌است می‌توان به باشگاه فوتبال اتلتیک بیلبائو و باشگاه فوتبال اتلتیک بیلبائو بی اشاره کرد.
وی همچنین در تیم‌های ملی فوتبال Spain national amateur football team, Spain B national football team، و اسپانیا بازی کرده‌است.